# Полынь Адамса
Полынь Адамса (лат. Artemisia adamsii) — вид полукустарников рода Полынь семейства Астровые или Сложноцветные (Asteraceae).
Вид назван в честь врача, ботаника и зоолога, почётного члена Императорской академии наук Михаила Адамса.

## Ботаническое описание
Нижняя честь стебля ветвистая и одревесневшая, покрыта корой бурого цвета. Однолетние побеги травянистые, бывают двух типов: вегетативные без цветков и цветущие с плодами. 
Цветоносные стебли достигают 15—35 см в высоту. Листья зелёного цвета с точечными желёзками, покрыты паутинистыми волосками. Стеблевые листья, в нижней и средней части стебля, черешковые, длиной до 4 см. Пластинки листьев дважды или трижды перисто-рассечённые, с нитевидными конечными дольками длиной от 2 до 6 мм. 
Корзинки шаровидные, диаметром от 2 до 4 мм, собраны в узкое поникающее метельчатое соцветие. Листочки обертки снаружи овально-продолговатой формы и коротковолосистые, внутри — голые, как и цветоложе. Краевые цветки пестичные числом 11—12. Срединные цветки обоеполые в большем количестве, до 40 или 44. Семянки длиной около 1,2 мм, продолговато-конической формы.
Описанные экземпляры собраны в окрестностях Селенги и Байкала.

## Распространение и местообитания
Произрастает в Сибири, на территории Бурятии и Забайкальского Края.
За пределами Сибири встречается в Монголии и в Юго-Западных районах Маньчжурии.
Селится на лугах, в степях и на каменистых склонах. Растёт вдоль дорог, отмечена на солонцах. 